# Гроссман, Саша
Саша Гроссман (чеш. Saša Grossman, 15 июня 1907, Сарата, Аккерманский уезд, Бессарабская губерния — 24 июля 1976, Прага) — чехословацкий композитор, бэндлидер, тромбонист.

## Биография
В 1935 году закончил Пражскую консерваторию по классу тромбона, изучал композицию у Отакара Шина и Карела Йирака, затем продолжил обучение в Немецкой академии музыки и театра у Фиделио Финке. Одновременно с учёбой на протяжении 1930-х годов играл на тромбоне и аккордеоне в танцевальных оркестрах. Во время оккупации Чехословакии как еврей был заключён в концентрационный лагерь в Вюрцбурге. После освобождения вернулся в Прагу, где организовал несколько эстрадных коллективов и до 1961 года работал аранжировщиком, музыкальным директором и режиссёром на фирме грамзаписи. Руководил джаз-оркестром «Maly orchestr Sašy Grossmana» (Малый оркестр Саши Гроссмана).
В 1950—1960-х годах написал ряд произведений для эстрадного духового оркестра, популярных песен, водевилей, в которых использовал современные танцевальные ритмы, в том числе калипсо («Bu-bu-bu, I kdyby se všichni čerti ženili»), ча-ча-ча («Sliby jsou chyby»), мэдисон («Madison v domě»), твист («Pražská děvčata»), чарльстон («Jen tak tak»). Его песни исполняли Рудольф Кортес («Dům na předměstí»), Иржина Салачова (Jiřina Salačová, «Tango d´amour»), Иржи Вашичек («Děvče mých snů», «Měsíční řeka»), Йожеф Зима, («Protože tě miluji»), Вальдемар Матушка («Pražská děvčata»), Хелена Блехарова («Dvojčata»).
Сделал для чешской эстрады аранжировки русских и советских песен, в том числе «Играйте, цыгане» и «Чубчик» в стиле фокстрот для Франтишека Криштофа-Веселы в сопровождении оркестра Адольфа Даубера (1945, на чешском и словацком языках).
В 1930-е годы писал также еврейскую литургическую музыку, ряд его литургических произведений записал известный кишинёвский кантор Шолом Кац (1915—1982), в том числе «El Mole Rakhamin», «Kol Nidrei», «Retsey», «Uvedivrey Kodshekho» (Le Chant Du Monde 639 D.P., 1945; Supraphon 014585, 1966).
Ряд записей был осуществлён на студии «Supraphon».
Написал музыку к кинокартине «Osudná chvíle» (1935) режиссёров Вацлава Кубасека и Йожефа Кокейсля (Josef Kokeisl).